# Chiesa di San Giorgio Martire (Pagnacco)
La chiesa di San Giorgio Martire si trova a Pagnacco, nell'ex provincia di Udine e arcidiocesi di Udine; fa parte del vicariato urbano di Udine.
Si tratta di un antico edificio costruito nel Duecento, poi riedificato nel Seicento e infine rimaneggiato con forme settecentesche.

## Storia
All'inizio aveva una sola navata e si presentava all'epoca con un campanile isolato sul lato nord. Nel XVIII secolo furono aggiunte due navate laterali ed il campanile fu inglobato in quella nord. All'inizio del novecento si procedette alla demolizione della vecchia torre campanaria ed alla costruzione dell'attuale che fu completato nel 1915, su progetto del conte Deciani.
Negli anni trenta e successivamente negli anni cinquanta l'edificio originario subì ulteriori ampliamenti e modifiche, progetto di Pietro Zanini, con la costruzione del coro, di una nuova facciata, spostando l'ingresso al posto del vecchio coro, con rotazione dell'assetto originario della chiesa. I lavori vennero completati nel 1956 ed ora la chiesa presenta un miscuglio di stili che va dal barocco al Liberty.

## Interno

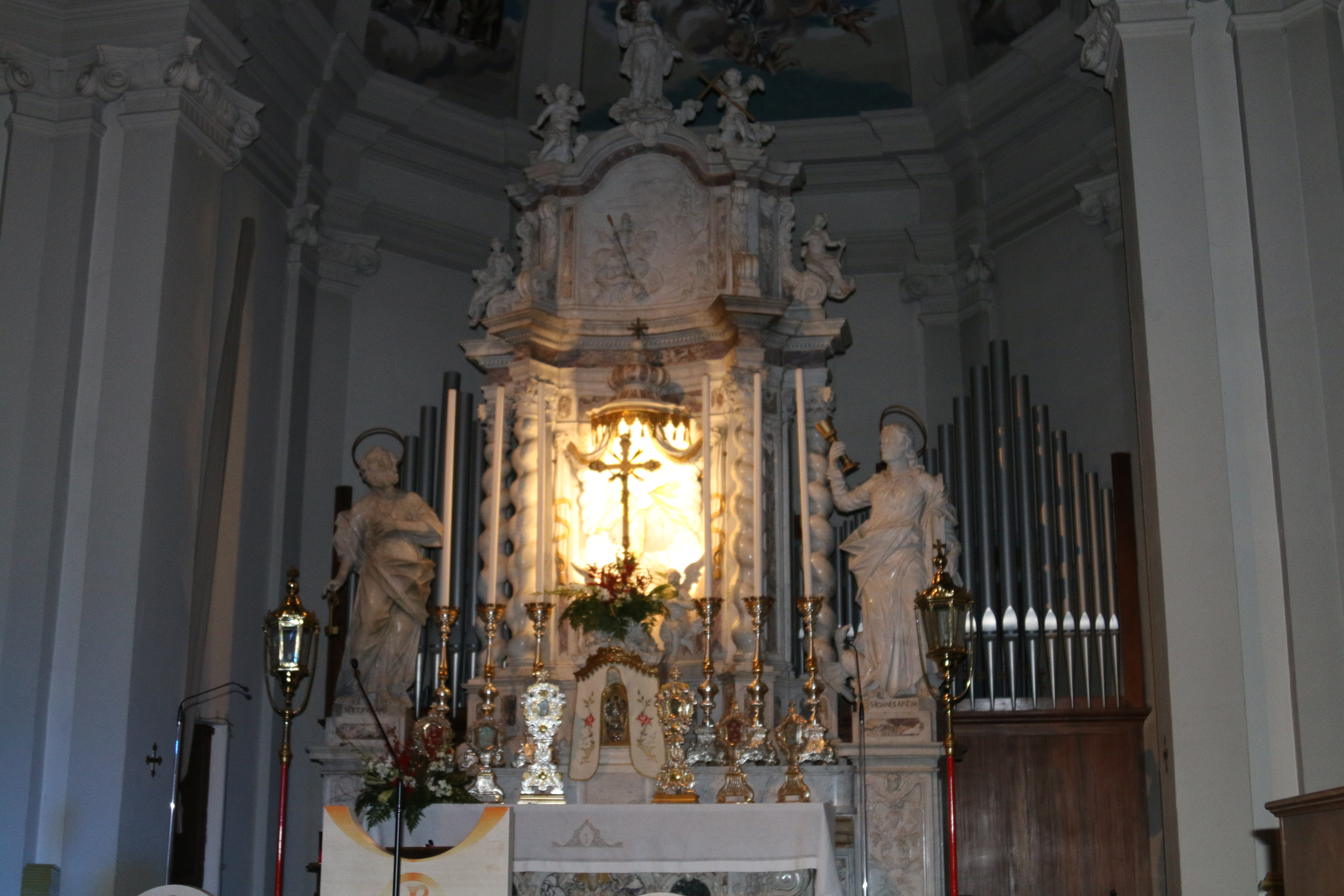
L'altare maggiore

L'altare maggiore è in stile barocco e ha un bassorilievo con San Giorgio che libera la principessa dal drago. Sono inoltre presenti tre statue che raffigurano la Fede, la Speranza e la Carità, con ai lati le statue dei Santi Pietro e Giovanni Evangelista.

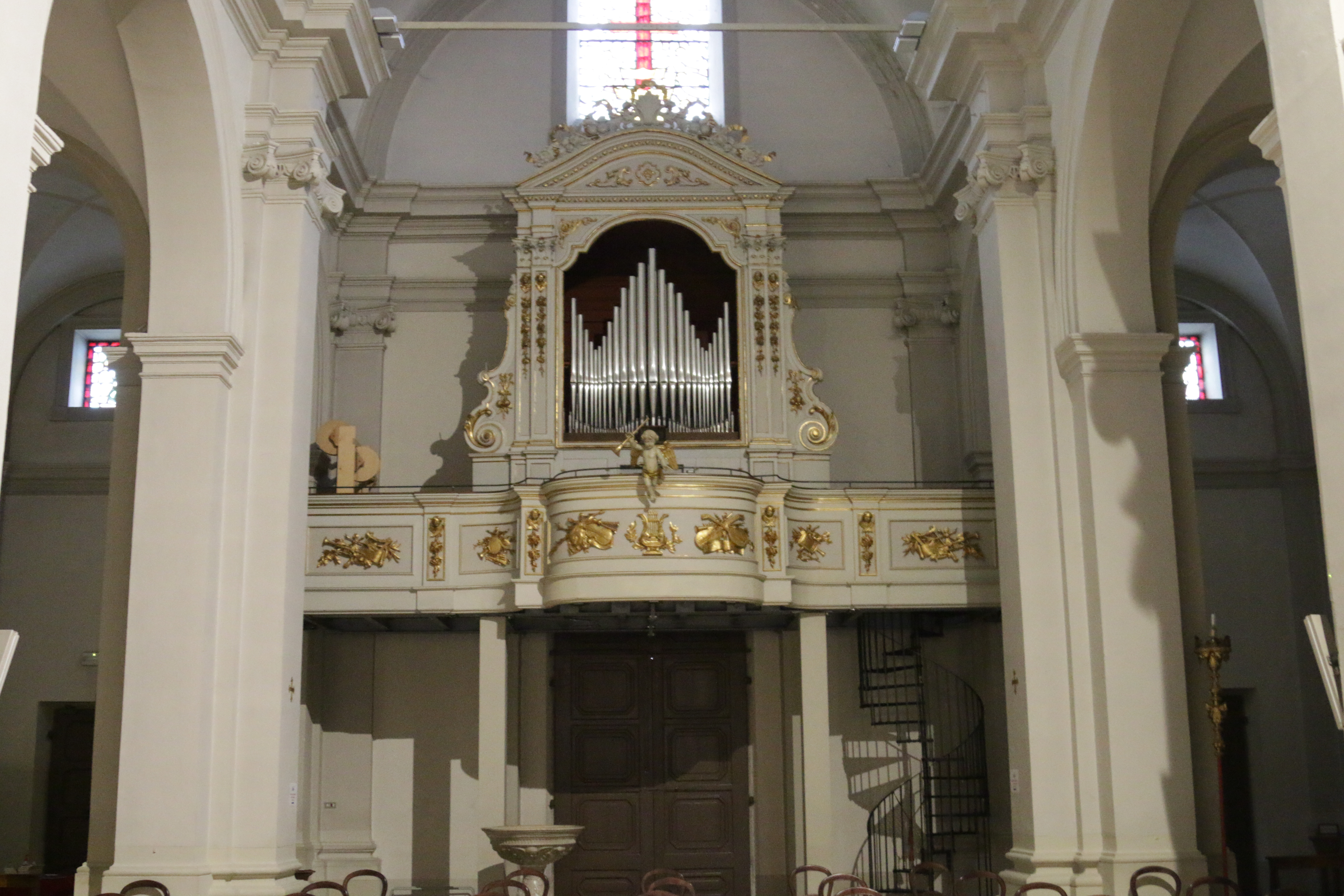
La controfacciata, con l'organo

Nella volta del coro si possono ammirare varie scene simboliche, mentre nel catino è raffigurata l'Incoronazione di Maria con Santi. La principale acquasantiera risale all'inizio del VI secolo ed è opera di Bernardino da Bissone.